# Lorenzo Scupoli

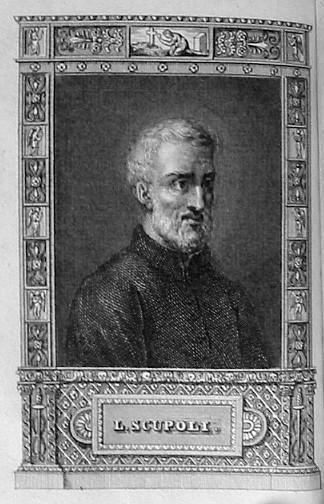
Immagine di Lorenzo Scupoli, tratta da una traduzione francese del 1810 del suo libro Combattimento spirituale

Lorenzo Scupoli, al secolo Francesco Scupoli (Otranto, 1530 circa – Napoli, 28 novembre 1610), è stato un presbitero, religioso e scrittore italiano, appartenente all'ordine dei chierici regolari teatini, e autore del Combattimento spirituale, uno dei classici della spiritualità cattolica.

## Biografia
Francesco Scupoli nacque a Otranto intorno al 1530, e visse, molto probabilmente, in una famiglia agiata. Il 4 giugno 1569, quasi quarantenne, fu ammesso nell'ordine dei chierici regolari teatini, e si stabilì nella casa religiosa di San Paolo Maggiore a Napoli. Sotto la guida di padre Andrea Avellino, poi successivamente canonizzato, Scupoli iniziò il noviziato il 1º gennaio 1570, completandolo con la professione solenne e l'assunzione del nome Lorenzo il 25 gennaio dell'anno successivo. A Napoli fu ordinato suddiacono il giorno di Pentecoste del 1572, e poi diacono nel settembre del 1573, sempre a Napoli; fu ordinato sacerdote a Piacenza il giorno di Natale del 1577 in una casa religiosa di recente fondazione, della quale era preposito Andrea Avellino. Nel maggio del 1578 fu frasferito a Milano per partecipare alla riforma della diocesi guidata dall'arcivescovo Carlo Borromeo, seguendo, frattanto, padre Andrea Avellino che era stato nominato visitatore delle case teatine della provincia lombarda. Nel 1581 fu mandato nella casa di San Siro a Genova; qui, nella città ligure, fu accusato di un presunto delitto dottrinale, che non ci è noto, e, consequentemente, nel 1585 fu sospeso a divinis e ridotto allo stato laicale; oltretutto, dovette scontare un anno di carcere a Roma. Circa tale condanna, molti studiosi ritengono che le accuse rivolte a padre Scupoli fossero solo gravi calunnie; Giuseppe Silos, storico dei teatini, suppose che la calunnia riguardasse l'integrità della fede, cioè che il presbitero fosse stato accusato di eresia. Nonostante un riesame tre anni dopo, la sentenza fu confermata. Nel 1589, trasferito a Venezia, pubblicò il suo capolavoro "Combattimento spirituale". Tra il 1589 e il 1591, soggiornò almeno tre volte a Padova, forse incontrando Francesco di Sales, grande estimatore della sua opera. Nel 1599, su richiesta di padre Andrea Avellino, tornò nella casa napoletana di San Paolo e, durante questo periodo, pubblicò il trattato sul Modo di consolare e aiutare gli infermi a ben morire. Il 29 aprile 1610 si radunò a Roma, nella chiesa di San Silvestro al Quirinale, allora sede della casa generalizia dei teatini, il capitolo generale dell'ordine, il quale sollevò padre Scupoli dalle accuse e dalle pene a lui inflitte venticinque anni prima, riabilitandolo, dunque, a celebrare la messa. Pochi mesi dopo la rimozione delle sospensioni canoniche, ammalatosi gravemente, morì nella casa di San Paolo Maggiore a Napoli il 28 novembre 1610. Oltre a Combattimento spirituale e al trattato suddetto, padre Scupoli scrisse anche Della pace interiore ovvero sentiero del Paradiso e Il modo di recitare la Corona della Madonna.

## L'opera più celebre:Combattimento spirituale

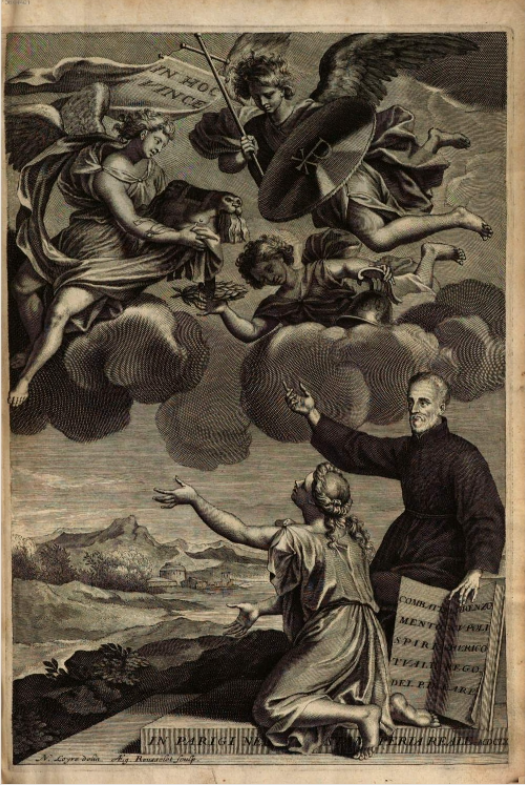
Incisione di Lorenzo Scupoli in bianco e nero. Seconda pagina di un'edizione del Combattimento spirituale

### Le edizioni
(Padre Lorenzo Scupoli, Combattimento spirituale, cap. XXII)
Il Combattimento spirituale è l'opera più significativa di padre Scupoli, diventando un best seller nel panorama della letteratura spirituale e devozionale. Pubblicata per la prima volta nel 1589 in forma anonima, l'opera fu oggetto di false attribuzioni a figure come il benedettino Juan de Castañiza e il gesuita Achille Gagliardi; la prima edizione attribuita al suo legittimo autore risale al 1610 quando, poche settimane dopo la morte di padre Scupoli, a Bologna apparve la prima edizione recante il nome del vero scrittore. Il libro conobbe una storia complessa: dal 1589 al 1610 si contarono sessanta edizioni del trattato, e quest'ultimo vide la sua versione definitiva nel 1657, quando il capitolo generale dei chierici regolari teatini autorizzò la sua pubblicazione, trasformandosi nel manifesto della spiritualità dell'ordine. Fin dalle prime pubblicazioni, ottenne un notevole successo, venendo tradotto in latino, inglese, francese, tedesco e spagnolo mentre lo stesso autore era ancora in vita; successivamente furono realizzate versioni in lingua russa, araba, cinese e giapponese. Le edizioni a cavallo del XVII secolo contribuirono in modo significativo al successo dell'opera, influenzate da estimatori illustri come il vescovo di Ginevra Francesco di Sales, il cardinale Mazzarino, la fondatrice delle carmelitane scalze francesi Maria dell'Incarnazione e la fondatrice delle dame inglesi Mary Ward.

### I contenuti
Il testo, nella sua edizione definitiva, è diviso in 66 brevi capitoli e segue uno schema quadripartito, affrontando temi come la sfiducia in sé stessi, la fiducia totale in Dio, l'esercizio della volontà individuale per correggere i difetti personali e l'orazione mentale per acquisire le virtù necessarie per la comunione con Dio. L'opera ha radici nella spiritualità teatina del XVI secolo, influenzata dalle esperienze di Gaetano Thiene, Giovanni Marinoni e Andrea Avellino, concentrandosi sulla lotta ascetica contro le proprie debolezze e la superbia, la mortificazione interiore e l'annullamento di sé, influenzati dagli insegnamenti del frate domenicano Battista da Crema.